# Ancylis upupana
Ancylis upupana là một loài bướm đêm thuộc họ Tortricidae. Nó được tìm thấy ở hầu hết châu Âu (ngoại trừ Iceland, Ireland, bán đảo Iberia và hầu hết bán đảo Balkan), phía đông đến Nga và Trung Quốc.
Sải cánh dài 13–20 mm. Con trưởng thành bay từ tháng 5 đến tháng 6. Có một lứa một năm.
Ấu trùng ăn Ulmus, Betula và Quercus. 
- UKmoths
- Fauna Europaea